# Baton Rouge (gruppo musicale)
I Baton Rouge erano un gruppo musicale hair metal statunitense, formatosi nel 1986 in Louisiana.

## Storia
Il gruppo era originariamente composto da Lance Bulen alla voce, il chitarrista/tastierista Kelly Keeling, il bassista Keith Harrison e Harold Knappenburger alla batteria. Il gruppo iniziò la carriera sotto il nome di Voices, poi cambiato in Meridian, e poi ancora in Baton Rouge a causa della similitudine del nome con la band Melidian.
I Baton Rouge si ricollocarono a Los Angeles nel 1987, attraversando un periodo di cambi di ruolo e formazione. Keeling assunse il ruolo di frontman, Bulen passò alla chitarra, mentre vennero arruolati due nuovi membri, il bassista Scott Bender ed il batterista Corky McClellan. La major Atlantic Records notò la band, e dopo sei esibizioni li misero sotto contratto. Con la collaborazione nel songwriting dei due membri dei Surgine Jack Ponti e Vic Pepe (il primo collaborò alla composizione del primo album dei Bon Jovi), i Baton Rouge iniziarono a lavorare alla pubblicazione del futuro album. Nel frattempo, nel 1989, Keeling, Bulen, e lo stesso Jack Ponti, contribuirono alla composizione di alcuni brani del disco dei Bonfire Point Blank.
Il debutto dei Baton Rouge, Shake Your Soul, verrà pubblicato nel 1990 proprio sotto la produzione di Jack Ponti. Il disco vedeva la partecipazione di diversi ospiti come il batterista Frankie LaRocka dei Company of Wolves e della band di John Waite, o Joe Franco, batterista dei Good Rats e Twisted Sister con l'aggiunta del tastierista Bobby Gordon e del produttore Randy Cantor, sempre nel ruolo di tastierista. Tra i vari brani figurava anche una traccia scritta in collaborazione con Jaime Kyle dal titolo di There Was a Time (The Storm). Il tastierista David Cremin, è accreditato nel disco ed è ritratto sul retro della copertina, tuttavia non partecipò alle registrazioni. Il brano Shake Your Soul raggiunse la posizione 160 nelle classifiche statunitensi.
I Baton Rouge subirono un ulteriore cambio di formazione per le registrazione del secondo disco. Infatti venne aggiunto l'ex chitarrista dei Keel Tony Palmucci al posto di Cremin. Viene così dato alle stampe nel 1991 il secondo disco Lights Out on the Playground, che includeva anche il brano scritto da Jack Ponti Desperate, registrato in precedenza anche dai Babylon A.D. ed incluso nel loro disco omonimo. Keeling apparì come corista nel disco Hey Stoopid (1991) di Alice Cooper, tuttavia egli non sarà accreditato, ma sarà compreso nella "East Coast Gang", un gruppo di coristi accreditati nel disco.
Nello stesso 1991 Keeling ricevette un'offerta per entrare nei Blue Murder, gruppo fondato dall'ex chitarrista dei Tygers of Pan Tang, Thin Lizzy e Whitesnake John Sykes. Keeling accettò la proposta e conseguentemente i Baton Rouge si sciolsero nel 1991.

### Dopo lo scioglimento
Keeling registrò le tracce del disco dei Blue Murder Nothin' But Trouble, tuttavia Sykes decise successivamente di ri-registrare la propria voce su quella di Keeling, cosicché quest'ultimo apparì solamente come corista, e risultò cantante principale solo in una traccia del disco. I Blue Murder si sciolsero nel 1994.
Nel 1993 Bulen collaborò con Paul Sabu e l'ex bassista dei White Lion e Black Sabbath Dave Spitz in un quartetto chiamato Insomnia, ma Sabu abbandonò il progetto l'anno successivo e continuò come trio per breve tempo.
Dal 1996 Bulen fondò un progetto con l'ex membro degli XYZ Patt Fontaine chiamato Puzzlegut, mentre Kelly Keeling reggiunse il progetto solista dell'ex chitarrista degli Europe John Norum pubblicando i dischi Another Destination (1995) e Worlds Away (1996) ma abbandonerà il chitarrista nel 1997.
Lo stesso anno, Keeling formerà una nova versione dei Baton Rouge, con l'appoggio di Jack Ponti. La nuova formazione del gruppo vedeva Keeling come l'unico sopravvissuto dei vecchi membri.
Nel settembre del 1997, l'etichetta tedesca MTM Music pubblica il disco omonimo Baton Rouge prodotto da Jack Ponti. 
Ponti suonò nel ruolo di chitarrista e tastierista con il contributo del bassista Pat Schick, il tastierista Guy Daniel ed il batterista Camus Celli. Due delle tracce incluse nell'album vennero scritte con la collaborazione di Stan Bush, mentre Love's a Loaded Gun fu un brano composto da Ponti, Vic Pepe e Alice Cooper, e apparso proprio nel album di Cooper Hey Stoopid del 1991. I riformati Baton Rouge però durarono solo per la registrazione del nuovo disco. Infatti Keeling non considerò mai il gruppo una riunione dei Baton Rouge ed effettivamente si trattava solamente di un progetto ideato da Jack Ponti nel quale venivano eseguite vecchie demo composte da quest'ultimo e dove Keeling partecipò come vocalist.
Keeling continuò a collaborare con noti pergonaggi della scena musicale, ed entrò negli M.S.G. di Michael Schenker pubblicando il disco The Unforgiven nel 1999. Successivamente fonderà il nuovo progetto Guitar Zeus con il noto batterista Carmine Appice (Vanilla Fudge, King Kobra ecc). Nel 2004 Keeling sarà cantante nel disco dell'ex chitarrista dei Dokken George Lynch chiamato Furious George.
Tony Palmucci divenne turnista per Dee Snider dei Twisted Sister.

## Formazione

### Ultima
- Kelly Keeling - voce, chitarra (1986-91, 1997)
- Jack Ponti - chitarra, tastiere (1997)
- Pat Schick - basso (1997)
- Camus Celli - batteria (1997)
- Guy Daniel - tastiere (1997)

### Ex componenti
- Harold Knappenburger - batteria (1986-87)
- Keith Harrison - basso (1986-87)
- Greg Robert - tastiera (1986-1988)
- David Cremin - tastiere, chitarra (1986-91)
- Lance Bulen - chitarra (1986-91)
- Tony Palmucci - chitarra (1991)
- Scott Bender - basso (1987-91)
- Corky McClellan - batteria (1987-91)

## Discografia

### Album in studio
- 1990 - Shake Your Soul
- 1991 - Lights Out on the Playground
- 1997 - Baton Rouge

### Raccolte
- 2006 The Hottest of Baton Rouge